# Bola de Prata de 2014
A Bola de Prata de 2014 refere-se à premiação dos melhores jogadores do Campeonato Brasileiro de Futebol de 2014 - Série A, eleitos por um grupo de jornalistas da Revista Placar e do canal ESPN Brasil.
A cerimônia de entrega prêmiou jogadores nas seguintes categorias:
- Bola de Ouro: Premiação ao melhor jogador do campeonato.
- Bola de Prata: Premiação aos melhores jogadores de cada posição.
- Bola de Prata de Artilheiro: Ao(s) artilheiro(s) da competição.
- Chuteira de Ouro: Ao maior artilheiro de toda a temporada (equivalente ao Prêmio Arthur Friendereich oferecido pela TV Globo).

Veja abaixo os jogadores vencedores de algumas delas:

## Vencedores

### Bola de Ouro
| 1 | Ricardo Goulart      | M | Cruzeiro    | 6,46 | 26 |
| 2 | Paulo Henrique Ganso | M | São Paulo   | 6,41 | 34 |
| 3 | Diego Tardelli       | A | Atlético-MG | 6,38 | 24 |
| 4 | Éverton Ribeiro      | M | Cruzeiro    | 6,32 | 31 |
| 5 | Jorge Valdivia       | M | Palmeiras   | 6,31 | 16 |

### Bola de Prata
Goleiro
| 1 | Marcelo Grohe | Grêmio      | 6,30 | 35 |
| 2 | Paulo Victor  | Flamengo    | 6,19 | 29 |
| 3 | Jefferson     | Botafogo    | 6,17 | 27 |
| 4 | Victor        | Atlético-MG | 6,15 | 31 |
| 5 | Fábio         | Cruzeiro    | 6,14 | 36 |

Lateral Direito
| 1 | Marcos Rocha | Atlético-MG | 6,05 | 19 |
| 2 | Mayke        | Cruzeiro    | 5,98 | 30 |
| 3 | Fabiano      | Chapecoense | 5,85 | 31 |
| 4 | João Pedro   | Palmeiras   | 5,85 | 17 |
| 5 | Ceará        | Cruzeiro    | 5,71 | 17 |

Zagueiro
| 1 | Gil            | Corinthians | 6,03 | 34 |
| 2 | Rafael Tolói   | São Paulo   | 6,03 | 17 |
| 3 | Dedé           | Cruzeiro    | 6,02 | 21 |
| 4 | Leonardo Silva | Atlético-MG | 6,00 | 24 |
| 5 | Jemerson       | Atlético-MG | 5,95 | 21 |

Lateral Esquerdo
| 1 | Zé Roberto     | Grêmio      | 6,03 | 29 |
| 2 | Carlinhos      | Fluminense  | 5,76 | 25 |
| 3 | Egídio         | Cruzeiro    | 5,74 | 31 |
| 4 | Fábio Santos   | Corinthians | 5,73 | 35 |
| 5 | Álvaro Pereira | São Paulo   | 5,67 | 21 |

Volante
| 1 | Lucas Silva      | Cruzeiro      | 6,10 | 25 |
| 2 | Charles Aránguiz | Internacional | 6,10 | 24 |
| 3 | Arouca           | Santos        | 6,06 | 32 |
| 4 | Jean             | Fluminense    | 6,01 | 35 |
| 5 | Nílton           | Cruzeiro      | 6,00 | 23 |

Meia
| 1 | Ricardo Goulart      | Cruzeiro   | 6,46 | 26 |
| 2 | Paulo Henrique Ganso | São Paulo  | 6,41 | 34 |
| 3 | Éverton Ribeiro      | Cruzeiro   | 6,32 | 31 |
| 4 | Jorge Valdivia       | Palmeiras  | 6,26 | 16 |
| 5 | Darío Conca          | Fluminense | 6,22 | 36 |

Atacante
| 1 | Diego Tardelli | Atlético-MG | 6,38 | 24 |
| 2 | Paolo Guerrero | Corinthians | 6,29 | 28 |
| 3 | Fred           | Fluminense  | 6,16 | 28 |
| 4 | Marcelo Moreno | Cruzeiro    | 6,14 | 32 |
| 5 | Silvinho       | Criciúma    | 6,05 | 21 |

### Bola de Prata de Artilheiro
| 1 | Fred             | Fluminense | 18 | 28 |
| 2 | Henrique Dourado | Palmeiras  | 16 | 33 |
| 3 | Ricardo Goulart  | Cruzeiro   | 15 | 26 |
| 4 | Marcelo Moreno   | Cruzeiro   | 15 | 32 |
| 5 | Hernán Barcos    | Grêmio     | 14 | 32 |

### Chuteira de Ouro
Fred - Fluminense e Hernán Barcos - Grêmio - 58 pontos